# Écoivres
Écoivres település Franciaországban, Pas-de-Calais megyében. Lakosainak száma 126 fő (2022. január 1.). Écoivres Hautecloque, Nuncq-Hautecôte, Flers és Framecourt községekkel határos.

## Népesség
A település népességének változása:
| Lakosok száma | 124  | 128  | 129  | 131  | 134  | 134  | 131  | 129  | 126  |
|               | 2013 | 2015 | 2016 | 2017 | 2018 | 2019 | 2020 | 2021 | 2022 |